# トーマスアンドベッツ
トーマスアンドベッツ（Thomas & Betts）は、アメリカ合衆国、テネシー州、メンフィスに本社を置いていた会社。2012年にABBに買収され、現在ではABBの一部門となっている。